# عالم محمدف
عالم محمدف (ترکی آذربایجانی: Alim Tahir oğlu Məmmədov; ۲۵ سپتامبر ۱۹۵۰ –) بازیگر آذربایجانی و دریافت کننده لقب افتخاری هنرمند خلق آذربایجان است.

## زندگی‌نامه
عالم محمدف ۲۵ سپتامبر سال ۱۹۵۰ در شهر گنجه آذربایجان شوروی تولد یافت. در سال ۱۹۶۷ به عنوان بازیگر مکمل در تئاتر دولتی درام گنجه شروع به کار کرد. در میان سالهای ۱۹۸۲–۱۹۸۷ در رشته فرهنگ و آموزش دانشگاه دولتی فرهنگ و هنر آذربایجان تحصیل گرفت. از سال ۱۹۷۷، به‌طور مداوم به عنوان بازیگر در تئاتر دولتی درام گنجه مشغول به کار است. وی در فیلم‌های «بیر جنوب شهرینده» (به فارسی: در یک شهر جنوبی)، «قارا ولگا» (ولگای سیاه)، «غزل‌خوان»، «اولوخانلی مکتبی» (مدرسه اولوخانلی) و دیگر فیلم‌های مستند بلند تولید استودیوی فیلم‌سازی «آذربایجان فیلم» بازی کرده است.

## جوایز
- هنرمند خلق آذربایجان - ۴ مارس ۱۹۹۲
- هنرمند افتخاری جمهوری سوسیالیستی آذربایجان شوروی - ۲۴ دسامبر ۱۹۸۱[۳]